# درنتی

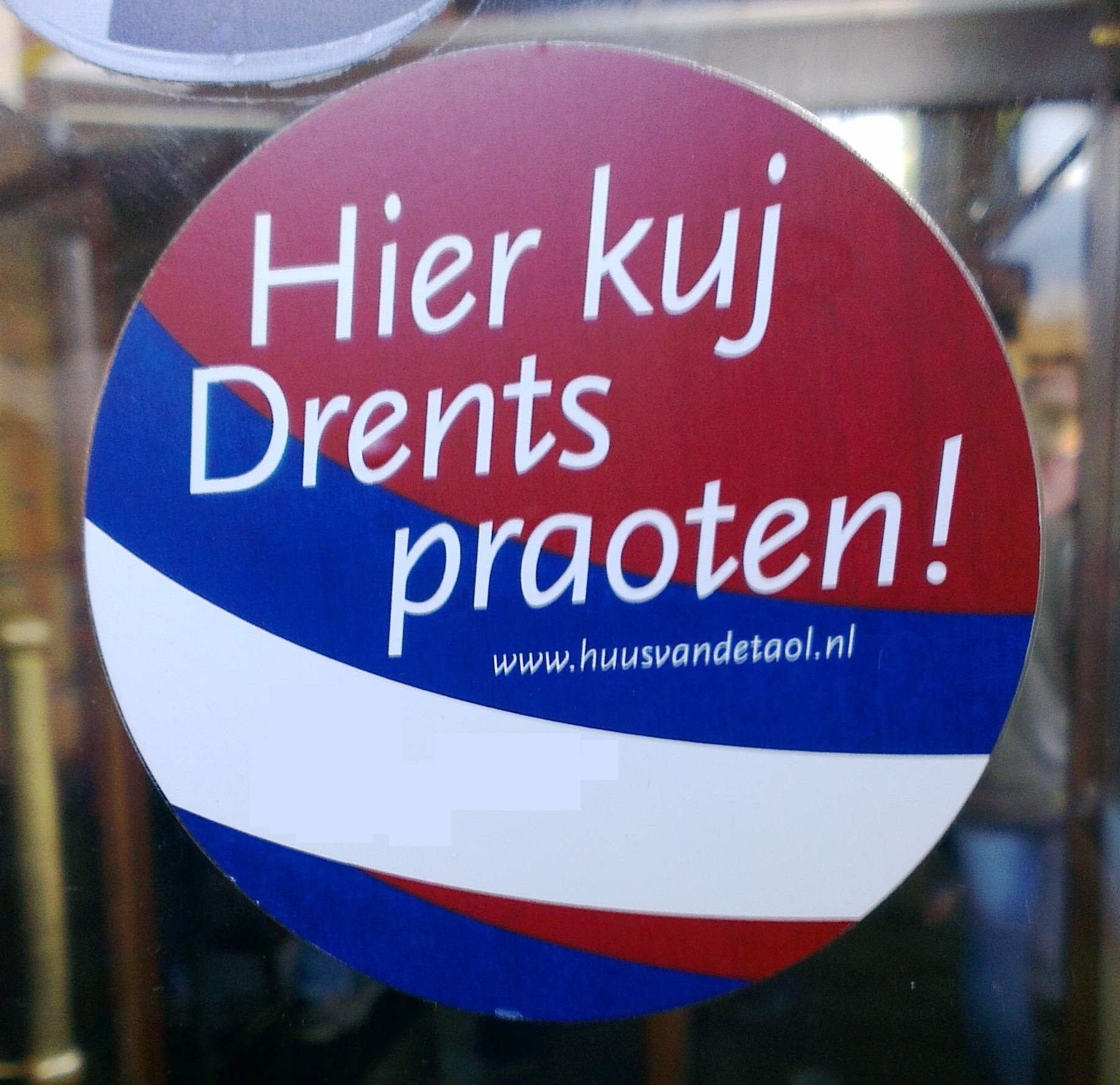
درنتی

درنتی به مجموعه‌ای از گویش‌های موجود در استان درنته کشور هلند گفته می‌شود و نیمی از اهالی این استان گویشوران آن هستند.
تمامی گویش‌های موجود در استان درنته، هلندی ساکسون پایین هستند. معمولاً گویش‌های شمالی و شرقی (نوردنفلدس و فنکولونیالس) جزو گویش‌های خرونینگی، گویش‌های مناطق جنوب غربی جزو گویش‌های استلینگورفی و گویش‌های موجود در روستاهای جنوبی (هم‌مرز با کشور آلمان) سالاندی به‌شمار می‌آیند.